# Rudolf Raschka

Rudolf Raschka

Rudolf Raschka (* 12. Oktober 1907 in Mährisch-Budwitz; † 2. Dezember 1948 in Weinsberg) war ein Ingenieur, Landwirt und Politiker im Großdeutschen Reich. Er wirkte als Landesbauernführer und war ab 1938 Mitglied im nationalsozialistischen Reichstag.
Raschka erhielt seine Ausbildung zuerst am Gymnasium in Iglau (heute Jihlava) und ging danach an die Hochschule für Bodenkultur in Wien. Danach war er erst Gaugeschäftsführer der Organisation der deutschen Landwirte Mährens in Mährisch Trübau (heute Moravská Třebová), danach von 1933 bis 1935 Leiter der Bauernschule in Groß Ullersdorf. Raschka war Mitglied im Kameradschaftsbund für volks- und sozialpolitische Bildung, einer Vereinigung, die sich an den Theorien Othmar Spanns von einem autoritären Ständestaat orientierte. Im Mai 1935 trat er der Sudetendeutschen Partei (SdP) bei. Bis Oktober 1938 leitete er hauptamtlich das SdP-Hauptamt für Agrarpolitik und Bauernfragen und die Zentralstelle der Sudetendeutschen Bauernschaft in Prag. Zudem war er Mitglied des Sudetendeutschen Bauernrates. Im August 1938 wurde er Beauftragter der SdP für Bevölkerungspolitik und Rassenfragen.
Nach der Eingliederung der Sudetengebiete in das Deutsche Reich infolge des Münchner Abkommens trat Raschka zum 1. November 1938 der NSDAP bei (Mitgliedsnummer 6.870.685). Zugleich übernahm er Aufgaben als Landesbauernführer und Gauamtsleiter des Amtes für Agrarpolitik des Reichsgaus Sudetenland mit Sitz in Reichenberg. Im Dezember 1938 erhielt er ein Mandat im nationalsozialistischen Reichstag. Zum 30. Januar 1939 trat er der SS bei (SS-Nummer 314.983), in der er zuletzt im November 1940 zum Obersturmbannführer befördert wurde. Raschka war Vorsitzender des Aufsichtsrates der Deutschen Bodenverkehrsgenossenschaft und Mitglied des Aufsichtsrates der Kreditanstalt der Deutschen in Reichenberg.
Im Januar 1943 wurde Raschka zum SS-Mann degradiert und aus der SS ausgeschlossen. In einem Verfahren vor einem SS-Gericht war ihm die Absicht zur Last gelegt worden, gegen die Interessen der SS zu handeln. Zudem wurde ihm seine frühere Mitgliedschaft im Kameradschaftsbund vorgehalten. Im Februar 1943 verlor er seine Ämter als Landesbauernführer und Gauamtsleiter. Das Oberste Parteigericht der NSDAP schloss ihn im Mai 1943 aus der Partei aus. Raschkas Reichstagsmandat wurde im September 1943 für ungültig erklärt; für ihn rückte Rudolf Schittenhelm nach.